# Etiella zinckenella
Espèce
Synonymes
- Phycis zinckenella Treitschke, 1832
- Tinea marginella Fabricius, 1781
 (preocc. Denis & Schiffermüller, 1775)
- Phycis etiella Treitschke, 1835
- Tinea (Chilo) colonnellus Costa, [1836]
- Tinea (Chilo) majorellus Costa, [1836]
- Mella dymnusalis Walker, 1859
- Rhamphodes heraldella Guenée, 1862
- Alata anticalis Walker, 1863
- Arucha indicatalis Walker, 1863
- Alata hastiferella Walker, 1866
- Etiella zinckenella ab. decipiens Staudinger, 1870
- Pempelia spartiella Rondani, 1876
- Crambus sabulinus Butler, 1879
- Etiella madagascariensis Saalmüller, 1880
- Etiella schisticolor Zeller, 1881
- Etiella villosella Hulst, 1887
- Etiella rubribasella Hulst, 1890

Etiella zinckenella (foreur des gousses de haricot de Lima ou pyrale du haricot) est une espèce d'insectes de l'ordre des lépidoptères (papillons), de la famille des Pyralidae.

## Distribution
On le trouve dans le Sud et l'Est de l'Europe, dans les  régions tropicales et subtropicales d'Afrique et d'Asie. Cette espèce a été introduite aussi en Amérique du Nord et en Australie.

## Description

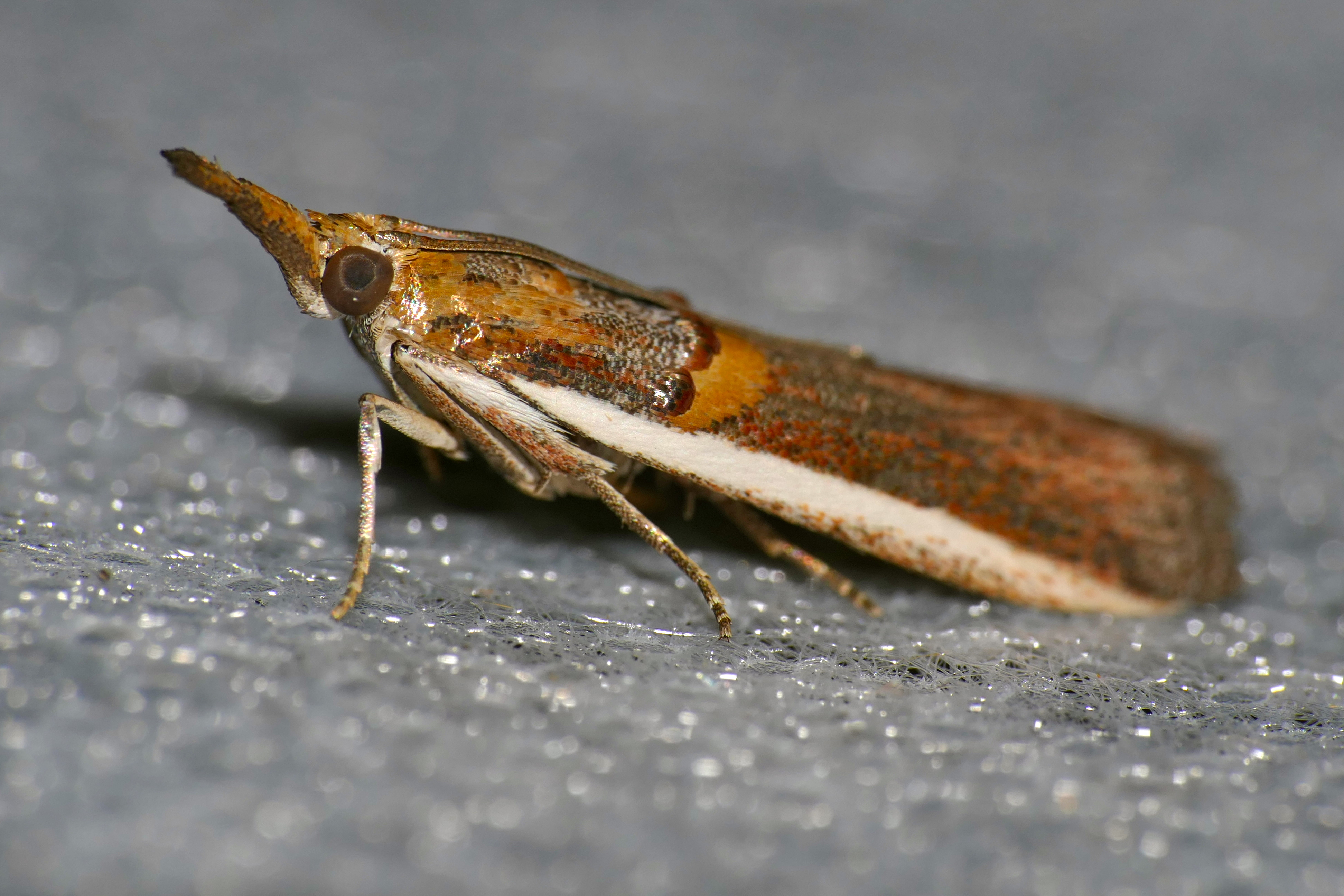
Etiella zinckenella (Parc national Kruger, Afrique du Sud)

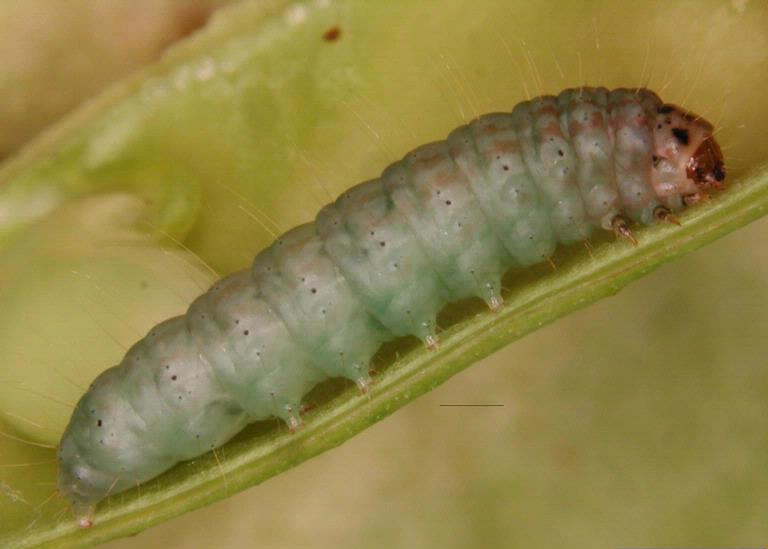
Chenille.

Son envergure est d'environ 22–26 mm et ses chenilles se nourrissent de haricot mungo, Phaseolus lunatus, et d'autres espèces de Fabaceae.